# Elene Meipariani
Elene Meipariani (* 4. März 1998 in Filderstadt) ist eine georgische Geigerin.

## Leben
Elene Ansaia Meipariani wurde 1998 in Filderstadt geboren. Mit fünf Jahren bekam sie ihren ersten Geigenunterricht bei Christine Schneider. 2007 setzte sie ihre Ausbildung bei Christine Busch fort und wurde ab dem zehnten Lebensjahr an der Musikhochschule Stuttgart aufgenommen.
Elene Meipariani ist Preisträgerin des renommierten TONALi Musikwettbewerbes in Hamburg, sowie Gewinnerin der beiden TONALi-Sonderpreise „Konzert mit Lisa Batiashvili im Rahmen einer Radiosendung von NDR Kultur“ und „Saltarello-Preis, verbunden mit einem Konzert und einer Aufnahme im Sendesaal Bremen“.
Zudem gewann sie u. a. den Förderpreis der Tomastik-Infeld-Vienna-Stiftung beim internationalen Knopf-Wettbewerb in Düsseldorf; den 3. Preis, den Schülerjury-Preis für die kreativste Musikvermittlung. Zudem gewann Maipariani den 1. Preis beim Lions-Club-Wettbewerb, den 2. Preis beim Bechstein Wettbewerb, den 1. Bundespreis bei Jugend Musiziert (in den Kategorien „Violine Solo“ und „Kammermusik“) sowie den Yamaha Sonderpreis für eine außergewöhnliche kammermusikalische Leistung bei Jugend Musiziert. Mit ihrem Trio Pirveli erhielt sie 2017 den 3. Preis beim Jeunesses Musicales International Chamber Music Campus. Förderpreise wurden ihr u. a. von der Deutschen Stiftung Musikleben, der Harald-Genzmer-Stiftung, der Kreissparkasse Waiblingen, sowie der Riebesam-Stiftung verliehen.
Im TONALi Finale 2017 spielte Elene Maipariani das Prokofiev-Violinkonzert unter Leitung von Daniel Blendulf mit der Jungen Norddeutschen Philharmonie im Großen Saal der Elbphilharmonie. Mit der Tifliser Philharmonica führte sie das Brahms-Violinkonzert in der Staatsoper Tiflis auf. 2018 konzertierte sie als Solistin auf einer Tournee mit dem Uni Orchester Stuttgart unter anderem in Hongkong, Taiwan und Südkorea. Sie konzertierte mit Lisa Batiashvili, Tanja Becker-Bender, Peter Nagy und Christine Busch, trat bei dem Rheingau Musikfestival, dem Kissinger Sommer und dem Festival „Arpeggione – Sterne von Morgen“ auf, spielte in der „Willi will’s wissen“-Show und war auf Konzerttournee in England.
Internationale Meisterkurse besuchte sie u. a. bei Heime Müller, Eckhard Fischer, Belcea Quartett, Trio op.8, Elisabeth Weber, Dirk Mommertz, Sebastian Schmidt, Winnfried Rademacher, Hariolf Schlichtig und Peter Buck.
Sie spielt eine Violine von Domenico Montagnana aus dem Jahre 1740 (Leihgabe der Rudolf-Eberle-Stiftung).